# COINTELPRO
COINTELPRO (akronym for Counter Intelligence Program) var en række projekter, drevet af FBI, med det fælles formål at skabe splittelse i forskellige kritiske organisationer. Programmet var oprindelig rettet mod Communist Party USA, men fra 1956 og frem til 1971 (da COINTELPRO ophørte) bredte indsatsen sig også til organisationer og sammenslutninger som Socialist Workers Party, Ku Klux Klan, Black Panther Party, Malcolm X's Nation of Islam, Martin Luther Kings Southern Christian Leadership Conference, Weather Underground og andre. 
COINTELPROs arbejdsmetoder omfattede blandt andet infiltration, vidtgående psykologisk krigsførelse som kunne bestå af falske medieoplysninger, propagandaskrifter som gav indtryk af at komme fra organisationen selv, forfalskede breve og anonyme telefonsamtaler, chikane, ulovlig fængsling, udenretlig voldsanvendelse og sågar snigmord. Ad officielle kanaler som FBI og politiet kunne COINTELPRO også skabe juridiske problemer for den udsete organisation, ligesom COINTELPRO havde mere vidtgående beføjelser til magtanvendelse end politi og FBI normalt havde.

## Eksternt link
- COINTELPRO: The Untold American Story